# 第77回国民体育大会
第77回国民体育大会（だい77かいこくみんたいいくたいかい）は2022年（令和4年）に栃木県で開催された国民体育大会（国体）である。本大会の愛称は「いちご一会とちぎ国体」。本大会の閉会後には第22回全国障害者スポーツ大会「いちご一会とちぎ大会」を開催する。
冬季大会はスケート競技会・アイスホッケー競技会が栃木県で開催され、スキー競技会は秋田県で開催される。なお、秋田県では2年連続で開催予定であったが、前年の「美の国あきた鹿角国体」は新型コロナウイルス感染拡大の影響により中止となった。
秋季大会はこれまで水泳、陸上を中心には主にNHK Eテレを中心とした地上波でテレビ中継されてきたが今大会は編成の都合上9月17日からの水泳は第1日から第3日までEテレで中継したが10月6日からの陸上第1日、翌日の第2日をEテレで第3日をNHK BS1で中継した。開会式もテレビはNHK 総合テレビのみ中継しラジオは栃木放送のみ中継した。

## 概要
2019年7月17日に行われた日本スポーツ協会第3回理事会で正式決定した。栃木県で国体本大会が開催されるのは1980年の第35回国民体育大会（栃の葉国体）以来42年ぶり。冬季国体は2014年の第69回国民体育大会（ひかりの郷日光国体）以来8年ぶり。第35回国民体育大会冬季大会は北海道で開催されたため、栃木県において国体本大会と冬季国体が同一年に開催されるのは今大会が初となる。スローガンは「夢を感動へ。感動を未来へ。」。総合開・閉会式は宇都宮市に2020年に建設されたカンセキスタジアムとちぎ（栃木県総合運動公園陸上競技場）で開催された。
- 大会公式マスコットキャラクターは栃木県公式キャラクターの「とちまるくん」を使用する。
- イメージソングは公募され、152件の応募作の中から千葉県在住男性の作詞作曲「いちご一会」が選ばれ、歌唱者としてサトウヒロコが選ばれた[14]。

## 冬季大会

### スケート競技会・アイスホッケー競技会
第77回国民体育大会冬季大会スケート競技会・アイスホッケー競技会は、1月24日～30日に栃木県日光市で行われた。参加者全員に事前のPCR検査を実施し、また無観客での開催となった。

#### 実施競技
| 競技名                 | 競技名                   | 競技名                                       | 会場地 | 会場                                         |
| ---------------------- | ------------------------ | -------------------------------------------- | ------ | -------------------------------------------- |
| スケート               | スピード（詳細）         |                                              | 日光市 | 日光市霧降スケートセンター                   |
| スケート               | ショートトラック（詳細） |                                              | 日光市 | 今市青少年スポーツセンター屋内スケートリンク |
| スケート               | フィギュア（詳細）       |                                              | 日光市 | 栃木県立日光霧降アイスアリーナ               |
| アイスホッケー（詳細） | アイスホッケー（詳細）   |                                              | 日光市 | 栃木県立日光霧降アイスアリーナ               |
| アイスホッケー（詳細） | アイスホッケー（詳細）   | 日光市細尾ドームリンク                       | 日光市 |                                              |
| アイスホッケー（詳細） | アイスホッケー（詳細）   | 今市青少年スポーツセンター屋内スケートリンク | 日光市 |                                              |

### スキー競技会
第77回国民体育大会冬季大会スキー競技会は、2月17日～20日に秋田県鹿角市で行われた。愛称は「美の国あきた鹿角国体2022」。前年同じ鹿角市で開催が予定されていた第76回大会スキー競技会が中止となったことから、秋田県での冬季国体は今大会が2013年の第68回大会以来9年ぶり8回目の開催となった。

#### 実施競技・会場一覧
| 競技名 | 競技名                         | 競技名 | 会場地 | 会場         |
| ------ | ------------------------------ | ------ | ------ | ------------ |
| スキー | ジャイアントスラローム（詳細） |        | 鹿角市 | 花輪スキー場 |
| スキー | スペシャルジャンプ（詳細）     | \|     | 鹿角市 | 花輪スキー場 |
| スキー | コンバインド（詳細）           | \|     | 鹿角市 | 花輪スキー場 |
| スキー | クロスカントリー（詳細）       |        | 鹿角市 | 花輪スキー場 |

## 実施競技

### 正式競技

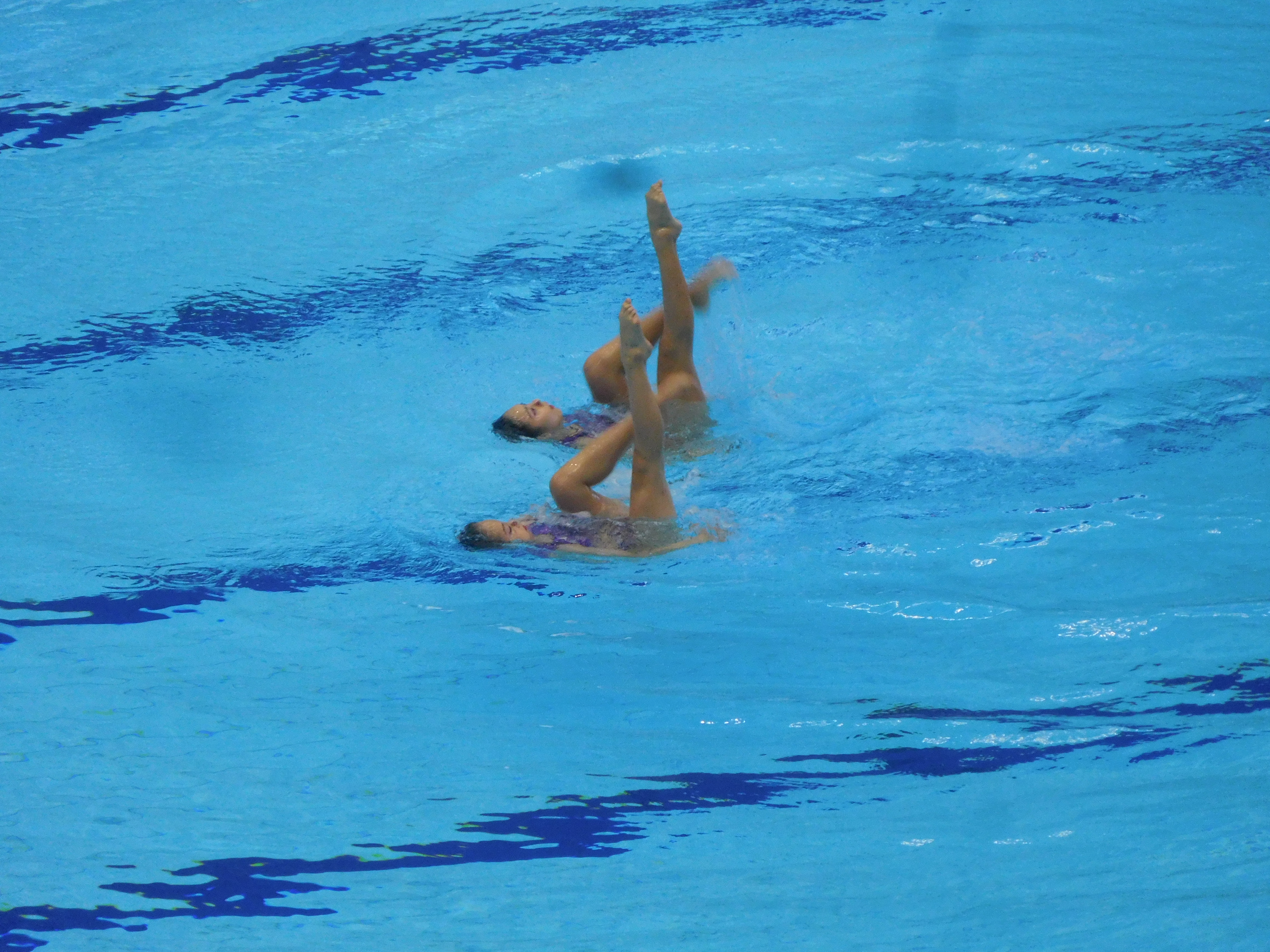
水泳競技アーティスティックスイミング（宇都宮市）

- 陸上競技 - カンセキスタジアムとちぎ（宇都宮市）
- 水泳 - 日環アリーナ栃木屋内水泳場（宇都宮市。競泳・飛込・アーティスティックスイミング）、栃木県立温水プール館（小山市。水球）
- サッカー - 栃木県グリーンスタジアム、宇都宮市河内総合運動公園陸上競技場（宇都宮市）、さくら市総合公園さくらスタジアム（さくら市）、真岡市総合運動公園陸上競技場・運動広場1（真岡市）、下野市大松山運動公園陸上競技場（下野市）、益子町南運動公園陸上競技場（益子町）、緑新スタジアムYAITA、矢板運動公園サッカー場（矢板市）、キョクトウ青木フィールドグラウンドB（那須塩原市）
- テニス - 屋板運動場庭球場、栃木県総合運動公園テニスコート（宇都宮市）
- ボート - 谷中湖特設ボートコース（栃木市）
- ホッケー - 今市青少年スポーツセンター人工芝競技場、日光市ホッケー場（日光市）
- ボクシング - 日光市大沢体育館（日光市）
- バレーボール - DAIKYOアリーナ佐野（佐野市）、TKCいちごアリーナ（鹿沼市）、宇都宮市清原体育館、宇都宮市体育館（宇都宮市。以上6人制）、足利市特設ビーチバレーボール会場（足利市。ビーチバレーボール）
- 体操 - 日環アリーナ栃木メインアリーナ（宇都宮市。体操競技）、栃木県立県南体育館（小山市。新体操）、茂木町民体育館（茂木町。トランポリン）
- バスケットボール - 日環アリーナ栃木メインアリーナ・サブアリーナ、宇都宮市体育館（宇都宮市）
- レスリング - FUKAI SQUARE GARDEN足利（足利市）
- セーリング - 千葉市稲毛ヨットハーバー（千葉県千葉市）
- ウエイトリフティング - 小山市立体育館（小山市）
- ハンドボール - マルワ・アリーナとちぎ、学校法人國學院大學栃木学園第二体育館、日立栃木体育館（栃木市）、下野市石橋体育センター（下野市）、野木町立野木中学校体育館（野木町）
- 自転車 - 宇都宮競輪場（宇都宮市。トラック）、那須町特設ロードレース・コース（那須町。ロード）
- ソフトテニス - 石川スポーツグラウンドくろいそテニスコート（那須塩原市）
- 卓球 - TKCいちごアリーナ（鹿沼市）
- 軟式野球 - 宇都宮清原球場、栃木県総合運動公園硬式野球場（宇都宮市）、日光市日光運動公園野球場（日光市）、小山運動公園野球場（小山市）、矢板運動公園野球場（矢板市）、益子町北公園野球場（益子町）
- 相撲 - 栃木県立県北体育館（大田原市）
- 馬術 - 地方競馬教養センター（那須塩原市）
- フェンシング - 上三川町体育センター（上三川町）
- 柔道 - ユウケイ武道館（宇都宮市）
- ソフトボール - 黒羽運動公園多目的運動場、美原公園野球場・第2球場、大田原グリーンパーク（大田原市）、ジェットブラックフラワーズスタジアム、エコアールグリーン球場（足利市）
- バドミントン - 栃木県立県北体育館（大田原市）
- 弓道 - ユウケイ武道館（宇都宮市）
- ライフル射撃 - 栃木県ライフル射撃場、栃木県総合教育センター体育館、栃木県警察学校射撃場（宇都宮市）
- 剣道 - ユウケイ武道館（宇都宮市）
- ラグビーフットボール - 佐野市運動公園第1多目的球技場、清酒開華スタジアム、ハートフル保険フィールド（佐野市）
- スポーツクライミング - 壬生町総合運動場特設会場（壬生町）
- カヌー - 谷中湖特設カヌー競技場（栃木市。スプリント）、鬼怒川特設カヌー競技場（塩谷町。スラローム・ワイルドウォーター）
- アーチェリー - 那須烏山市緑地運動公園多目的競技場（那須烏山市）
- 空手道 - 栃木県立県南体育館（小山市）
- 銃剣道 - 栃木県立壬生高等学校体育館（壬生町）
- なぎなた - 関東ホーチキにしかた体育館（栃木市）
- ボウリング - 足利スターレーン（足利市）
- ゴルフ - ホウライカントリー倶楽部、西那須野カントリー倶楽部、塩原カントリークラブ（那須塩原市）
- トライアスロン - 戸田調整池周辺特設コース（那須塩原市）

### 特別競技
- 高等学校野球 - 宇都宮清原球場、栃木県総合運動公園硬式野球場（宇都宮市）

### 公開競技
- 綱引 - 栃木県立県北体育館（大田原市）
- ゲートボール - 小川総合福祉センター園地（那珂川町）
- パワーリフティング - 芳賀町第二体育館（芳賀町）
- グラウンド・ゴルフ - 高根沢町町民広場（高根沢町）
- 武術太極拳 - TKCいちごアリーナ（鹿沼市）

### デモンストレーションスポーツ
- アームレスリング - 栃木県総合文化センター（宇都宮市）
- インディアカ - さくら市氏家体育館（さくら市）
- ウォーキング - 鹿沼市内特設ウォーキングコース（鹿沼市）、那須烏山市内特設ウォーキングコース（那須烏山市）、サヤド・城内坂周辺アート探訪コース（益子町）
- エアロビック - 那須町スポーツセンター（那須町）
- オリエンテーリング - 矢板運動公園（矢板市）
- カローリング - 高根沢町キリン体育館（高根沢町）
- キッズトライアスロン - 那珂川河畔公園周辺特設コース（那須塩原市）
- キンボールスポーツ - 下野市石橋体育センター（下野市）
- クリケット - 佐野市国際クリケット場（佐野市）
- さいかつぼーる - 三和住宅にしなすのスポーツプラザ体育館（那須塩原市）
- 3B体操 - 那珂川町総合体育館（那珂川町）
- スポーツウエルネス吹き矢 - FUKAI SQUARE GARDEN足利（足利市）
- スポーツチャンバラ - 栃木県立県北体育館（大田原市）
- スマートフェンシング - 上三川町体育センター（上三川町）
- 3x3 - オリオンスクエア（宇都宮市）
- ソフトバレーボール - 真岡市総合体育館（真岡市）
- ターゲット・バードゴルフ - 壬生町総合公園（壬生町）
- タグラグビー - 栃木市総合運動公園陸上競技場（栃木市）
- ダンススポーツ - 栃木県立県北体育館（大田原市）
- ドッジボール - 佐野市運動公園市民体育館（佐野市）
- 長ぐつアイスホッケー - 栃木県立日光霧降アイスアリーナ（日光市）
- バウンドテニス - 野木町立野木中学校体育館（野木町）
- パークゴルフ - 足利市借宿緑地パークゴルフ場（足利市）
- フォークダンス - 栃木県立県南体育館（小山市）
- フットサル - 宇都宮市清原体育館（宇都宮市）
- フットベースボール - 栃木市総合運動公園多目的グラウンド（栃木市）
- フライングディスク - 城見ヶ丘運動公園、市貝町農業者トレーニングセンター（市貝町）
- ふれあいトランポリン - 茂木町民体育館（茂木町）
- ペタンク - 高根沢町町民広場（高根沢町）
- ママさんバレーボール - 芳賀町第二体育館（芳賀町）
- リレーマラソン - DI STADIUM（大田原市）

### 開催中止
- 水泳競技オープンウォータースイミング - 塩田調整池特設オープンウォータースイミング競技場（市貝町）で開催予定であったが、アオコの大量発生のため中止となった[18]。

## コロナ禍での開催
日本における新型コロナウイルス感染症の流行以来、国体の本大会は2年連続で延期・中止され、3年ぶりの開催となった。コロナ禍での本大会の開催は初であり、感染対策が行われた。
選手は、最初に会場を訪れる日（練習を含む）までの5日以内にPCR検査を受けることが義務付けられ、その後も定期的に抗原検査を受けなければならなかった。検査で陽性となるか、当日までに体調不良となった場合は出場資格を取り消される規定が設けられ、栃木県国体・障害者スポーツ大会局は本大会で4人の選手の感染を発表した。冬季大会を含めた、感染者総数は7人であり、国体の競技会場を起点とする集団感染は確認されなかった。
大会関係者・報道関係者も選手同様に、PCR検査・抗原検査の受検が求められ、専用アプリをインストールし、2週間前から体温・体調を記録する必要があった。また、会場入り口での検温・消毒が必要であった。
本大会は原則有観客で行われ、人気競技（高等学校野球、バレーボール等）は事前予約制が採られた。事前予約制の競技は、チケットの半券に2週間分の体調と連絡先を記入する欄が設けられ、当日受付（予約不要）で入場できる競技も「体調管理チェックシート」の提出が求められた。感染対策として、入場可能人員は収容人数の半分に制限され、ブラスバンドや大声での応援は控えるようにアナウンスされた。なお、ボウリング競技は、会場に観客席がなく、観客と選手の動線を分けることができなかったため、無観客で実施された。また、冬季大会は無観客で開催された。
本大会ではのべ7,000人以上のボランティアが活動したが、感染対策として当初の予定よりも人数を減らしたり、募集を取りやめたりする自治体もあった。検温や手指消毒の案内など、感染対策業務に従事したボランティアもいた。
天皇・皇后は、2020年1月以来2年8か月ぶりの地方訪問として、総合開会式に出席した。宿泊はせずに日帰りとし、全行程で自動車移動を行い、訪問先で会食を行わないなど、感染対策を取って出席した。総合閉会式では眞子内親王に代わり佳子内親王が出席した。

## 成績
冬季大会終了時点（参考）
| 順位 | 男女総合 | 男女総合 | 女子総合 | 女子総合 |
| ---- | -------- | -------- | -------- | -------- |
| 順位 | 都道府県 | 得点     | 都道府県 | 得点     |
| 1    | 北海道   | 466.00   | 長野県   | 163.00   |
| 2    | 長野県   | 402.00   | 北海道   | 146.50   |
| 3    | 東京都   | 171.00   | 福岡県   | 99.00    |

総合成績
| 順位 | 天皇杯   | 天皇杯 | 皇后杯   | 皇后杯 |
| ---- | -------- | ------ | -------- | ------ |
| 順位 | 都道府県 | 得点   | 都道府県 | 得点   |
| 1    | 東京都   | 2436.0 | 東京都   | 1311.0 |
| 2    | 栃木県   | 2270.5 | 栃木県   | 1092.0 |
| 3    | 埼玉県   | 1932.5 | 愛知県   | 1027.0 |

開催県が総合優勝（天皇杯）を逃したのは、第72回大会（愛媛県）以来5年ぶりのことである。

## 全国障害者スポーツ大会
全国障害者スポーツ大会のいちご一会とちぎ大会（第22回全国障害者スポーツ大会）は、10月11日の国体閉会後、10月29日 - 31日の3日間の会期で栃木県で開催された。障スポとしては2018年の福井しあわせ元気大会以来4年ぶりの実施となる。開会式には秋篠宮夫妻、閉会式には高円宮妃久子が出席した。
実施競技と会場は下記のとおり。
| 競技名      | 競技名                     | 競技名                 | 競技名         | 会場地             | 会場                                    |
| ----------- | -------------------------- | ---------------------- | -------------- | ------------------ | --------------------------------------- |
| 個 人 競 技 |                            | 陸上競技               | 身 知          | 宇都宮市           | カンセキスタジアムとちぎ                |
| 個 人 競 技 |                            | 水泳                   | 身 知          | 宇都宮市           | 日環アリーナ栃木屋内水泳場              |
| 個 人 競 技 |                            | アーチェリー           | 身             | 那須烏山市         | 那須烏山市緑地運動公園多目的競技場      |
| 個 人 競 技 |                            | 卓球                   | 身 知 精       | 鹿沼市             | TKCいちごアリーナ                       |
| 個 人 競 技 | （サウンドテーブルテニス） | 身                     |                | 鹿沼市             | TKCいちごアリーナ                       |
| 個 人 競 技 |                            | フライングディスク     | 身 知          | 栃木市             | 栃木市総合運動公園陸上競技場            |
| 個 人 競 技 |                            | ボッチャ               | 身             | 大田原市           | 三和住宅にしなすのスポーツプラザ体育館  |
| 個 人 競 技 |                            | ボウリング             | 知             | 足利市             | 足利スターレーン                        |
| 団 体 競 技 |                            | バスケットボール       | 知             | 宇都宮市           | 日環アリーナ栃木メインアリーナ          |
| 団 体 競 技 |                            | 車いすバスケットボール | 身             | 小山市             | 栃木県立県南体育館                      |
| 団 体 競 技 |                            | ソフトボール           | 知             | 大田原市           | 美原公園野球場・第2球場                 |
| 団 体 競 技 |                            | グランドソフトボール   | 身             | 宇都宮市           | 宇都宮市屋板運動場運動広場              |
| 団 体 競 技 |                            | バレーボール           | 身             | 宇都宮市           | 宇都宮市清原体育館                      |
| 団 体 競 技 | 知                         | バレーボール           | 宇都宮市体育館 | 宇都宮市           |                                         |
| 団 体 競 技 | 精                         | バレーボール           | 佐野市         | DAIKYOアリーナ佐野 |                                         |
| 団 体 競 技 |                            | サッカー               | 知             | 真岡市             | 真岡市総合運動公園陸上競技場・運動広場1 |
| 団 体 競 技 |                            | フットソフトボール     | 知             | 足利市             | ジェットブラックフラワーズスタジアム    |
| 団 体 競 技 | エコアールグリーン球場     | フットソフトボール     | 知             | 足利市             |                                         |

正式競技のほかに、オープン競技として卓球バレー（10月2日開催済み）、車椅子ダンス、スポーツウエルネス吹矢が実施される予定である。

## レガシー
- とちぎ国体（冬季大会・会期前競技・本大会、計28日間）の選手・関係者・観覧者の総数は359,845人、とちぎ大会（3日間）は58,103人であった[36]。県は2022年12月9日に、産業連関表を基に推計した国体・大会の経済効果が1174億3800万円であったと発表した[36]。同時に国体・大会を通して二酸化炭素排出量が851トン、紙が1780万枚削減できたと公表した[36]。
- 多くの市町では競技会場の新設を行わず、改修や補修で対応した[37]。新設された下野市大松山運動公園や小山市立体育館では、市民利用を前提として建設を進め、国体には設計変更等で対応した[37]。一方で、主会場の栃木県総合運動公園は再整備が行われ、特に日環アリーナ栃木の飛込競技施設は、日本代表の合宿や日本選手権の誘致に成功している[37]。
- 主会場となった栃木県総合運動公園では、会期中に約600点の忘れ物、落とし物が届けられ、所轄の宇都宮南警察署に届く年間の拾得物の20分の1を国体・大会関連の品で占めた[38]。そのうち持ち主の元に引き取られたのは、わずか10件ほどにとどまり、南署の一角には思わぬ「レガシー」が残されることになった[38]。
- 県では、「いちご一会とちぎ国体・とちぎ大会レガシー基金（仮称）」を創設し、国体・大会レガシーを生かしてスポーツを活用した地域振興に2023年度から取り組む予定である[39]。併せて、官民によるスポーツコミッションの設立も目指している[39]。
- 国体・大会期間中、競技会場のTKCいちごアリーナの前に置かれていた大きなイチゴのモニュメント（高さ2.2 m）は、2023年2月19日に東武日光線新鹿沼駅前へ移設された[40]。
- 東日本大震災で崩れた大谷石の石塀などを再利用した国体・大会の炬火台（イチゴ形、高さ・幅ともに1.6 m）は2023年3月1日にカンセキスタジアムとちぎの南の芝生広場へ移設された[41]。付近には、1980年の国体で使用された炬火台も残っている[42]。